# Ральф Браянс
Ральф Бра́янс (англ. Ralph Bryans; 7 березня 1941, Белфаст, Північна Ірландія — 8 серпня 2014) — північноірландський мотогонщик, чемпіон світу з шосейно-кільцевих мотогонок серії MotoGP у класі 50cc (1965).

## Біографія
Дебютував у чемпіонаті світу MotoGP у 1962 році, коли він взяв участь у змаганнях Tourist Trophy на Острові Мен: у класі 50сс на мотоциклі Benelli та у 350сс на Norton. У сезоні 1963 року здобув перші очки у чемпіонаті, посівши 5-е місце у класі 500сс на Гран-Прі Ульстеру. З наступного сезону Ральф почав виступати на мотоциклах японської компанії Honda, на яких виступав до завершення спортивної кар'єри у 1967 році.
За роки виступів заслужив повагу серед колег за свою універсальність: Браянс успішно виступав у всіх класах чемпіонату, він однаково легко міг керувати мотоциклами з дво- та чотиритактними двигунами. Загалом за кар'єру здобув 10 перемог на етапах Гран-Прі: 7 у класі 50сс, 2 — у 250сс та одну у 350сс.
Після завершення виступів у мотогонках, Ральф оселився у Шотландії. Помер 8 серпня 2014 року у власному будинку після короткої хвороби.

## Статистика виступів

### MotoGP

#### У розрізі сезонів
| Сезон  | Клас   | Мотоцикл | Гонки | Перемоги | Подіуми | Очки | Місце |
| ------ | ------ | -------- | ----- | -------- | ------- | ---- | ----- |
| 1963   | 125cc  | Honda    | 1     | 0        | 0       | 0    | НК    |
| 1963   | 500cc  | Norton   | 1     | 0        | 0       | 2    | 14    |
| 1964   | 50cc   | Honda    | 6     | 3        | 4       | 30   | 2     |
| 1964   | 125cc  | Honda    | 7     | 0        | 4       | 21   | 5     |
| 1964   | 250cc  | Honda    | 1     | 0        | 1       | 4    | 14    |
| 1965   | 50cc   | Honda    | 7     | 3        | 5       | 36   | 1     |
| 1965   | 125cc  | Honda    | 7     | 0        | 1       | 11   | 8     |
| 1965   | 250cc  | Honda    | 2     | 0        | 1       | 6    | 13    |
| 1966   | 50cc   | Honda    | 5     | 1        | 5       | 26   | 3     |
| 1966   | 125cc  | Honda    | 9     | 0        | 6       | 32   | 3     |
| 1967   | 250cc  | Honda    | 13    | 2        | 10      | 40   | 4     |
| 1967   | 350cc  | Honda    | 3     | 1        | 3       | 20   | 3     |
| Всього | Всього | Всього   | 62    | 10       | 40      | 228  |       |